# نيكولاس زونيغا إي ميراندا
نيكولاس زونيغا إي ميراندا هو عالم زلازل ‏ وسياسي مكسيكي، ولد في 13 مايو 1865 في زاكاتيكاس في المكسيك، وتوفي في 8 يوليو 1925 في مدينة مكسيكو في المكسيك.